# 漢那憲和
漢那 憲和（かんな けんわ、1877年（明治10年）9月6日 - 1950年（昭和25年）7月29日）は、日本の海軍軍人、政治家。衆議院議員、平沼内閣内務政務次官。最終階級は海軍少将。海軍兵学校27期卒。沖縄県出身。
大正年間に当時の皇太子（昭和天皇）の欧州遊学の際、御召艦「香取」の艦長を務めた事で知られる。退役後は地元の沖縄県から選出され、衆議院議員となった。戦前最後の沖縄県選出議員の一人である。

## 経歴

### 生い立ち
1877年（明治10年）、漢那憲慎・オトの長男として琉球国那覇西村（現・沖縄県那覇市西）に生まれる。先祖は福州との貿易に従事していた。
1892年（明治25年）、沖縄県尋常中学校（後の沖縄県立第一中学校、現在の沖縄県立首里高等学校）に入学。同期に伊波普猷がいる。1895年（明治28年）4月に連合艦隊旗艦「松島」が那覇沖に投錨した際、佐野常羽少尉と出会い、これが海軍へ進むきっかけとなる。同年11月、尋常中学校ストライキ事件が発生。首謀者の一人と目され、退学処分された。

### 海軍軍人時代
1896年（明治29年）11月、海軍兵学校へ入校。沖縄県出身者として初。席次は123名中、4番の成績であった。1899年（明治32年）12月、海軍兵学校を卒業。卒業者113名中、3番の成績で、恩賜の双眼鏡が授与された。
1900年（明治33年）7月　約6ヶ月の遠洋航海を終え横須賀に帰港。「橋立」乗組となる。その後、「金剛」「磐手」の航海長をつとめる。
1905年（明治38年）、第三戦隊所属の巡洋艦「音羽」に乗り組み日本海海戦に参加。
1906年（明治39年）、海大乙種学生を卒え、翌年、海大航海術専修学生（のちの航海学校高等科学生）を首席で卒業、恩賜の銀時計を下賜される。その後、兵学校教官兼監事を命ぜられ、35期から38期までを教える。この生徒の中に、南雲忠一などがいた。
1909年（明治42年）、「宗谷」「阿蘇」二艦の練習艦隊で、旗艦「宗谷」の航海長兼指導教官として参加、北太平洋を航海する。
1910年（明治43年）、少佐に進み、海大甲種学生となる。その頃、尚泰侯爵の五女政子と結婚する（漢那33歳、政子18歳）。
1914年（大正3年） 海軍軍令部参謀兼海軍大学校教官となり、まもなく中佐に進級。同年、第一次世界大戦が勃発。この頃教えた甲種学生の中には、山本五十六などがいた。
1916年（大正5年）5月、大戦下の欧州視察を命ぜられ、約11ヶ月を費やして、ロシア、スウェーデン、イギリス、フランス、イタリア、スイス、アメリカの7ヶ国をつぶさに視察。
大正6年（1917年）12月、「対馬」艦長に補せられる。
大正7年（1918年）、大佐に進級し、同年12月、軍令部参謀（軍令部第四課長）に補せられる。

### 「香取」艦長

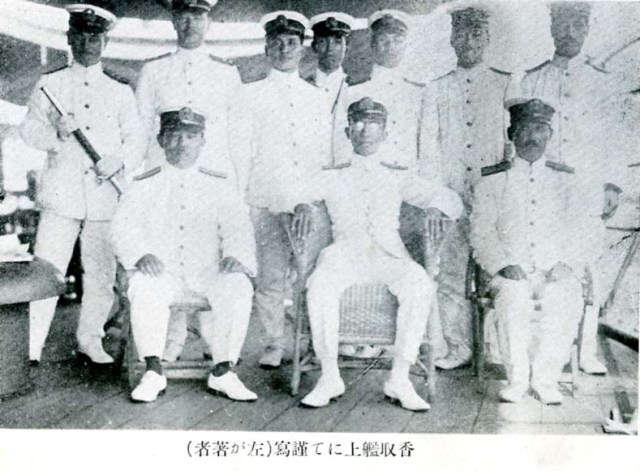
前列左端が漢那、隣は皇太子時代の昭和天皇

1920年（大正9年）10月、「香取」艦長に補せられる。1921年（大正10年）3月3日から9月3日まで、御召艦香取艦長として皇太子（のちの昭和天皇）の欧州遊学に随行。同年12月、「扶桑」艦長に補せられる。1922年（大正11年）12月 「伊勢」艦長に補せられる。
1923年（大正12年）12月、海軍少将に昇進と同時に横須賀防備隊司令に補せられる。1924年（大正13年）12月 軍令部出仕となる。

### 政界時代
1925年（大正14年）8月、待命となり、12月に予備役編入となる。48歳での予備役編入を聞き皇太子（昭和天皇）は「なぜ、漢那がそんなに早く予備役になるのか」と洩らしたという。海軍を退役後、沖縄の郷党の熱烈な懇請により、政界への進出を決意。
1928年（昭和3年）、沖縄県から衆議院議員に立候補して当選し以後当選5回、勤続10年におよんだ。5回のうち4回は最高得票であった。
1939年（昭和14年）1月19日、平沼内閣内務政務次官に任ぜられる。
1942年（昭和17年）の選挙遊説中、妻が過労による脳卒中で倒れる。妻は一命は取りとめたものの半身不随となる。
1945年（昭和20年） 衆議院議長候補に擬せられる。4月、米軍は沖縄本島に上陸。6月14日、小禄にあった海軍部隊は全滅。翌15日、米内海相に招かれ、6月6日付沖縄方面根拠地隊司令官大田実少将からの訣別電文を見せられる。漢那は、肩を震わせて嗚咽を堪えていたという。
敗戦後、帝国議会で沖縄県民の公民権停止が論ぜられた際に反対の論陣を張ったのは漢那一人だけであった。1946年（昭和21年）1月、公職追放令により失職。
1949年（昭和24年）、この頃から「嫌な咳」をするようになり、翌年には吐血するようになった。診察をうけたところ、肺癌と診断された。
1950年（昭和25年） 東京都にて死去。73歳。

## 栄典
位階
- 1901年（明治34年）4月20日 - 正八位[1]
- 1902年（明治35年）12月25日 - 従七位[2]
- 1904年（明治37年）8月30日 - 正七位[3]
- 1909年（明治42年）10月20日 - 従六位[4]
- 1914年（大正3年）11月10日 - 正六位[5]
- 1919年（大正8年）1月10日 - 従五位[6]
- 1924年（大正13年）1月21日 - 正五位[7]

勲章等
- 1906年（明治39年）4月1日 - 功五級金鵄勲章・勲五等双光旭日章・明治三十七八年従軍記章[8]
- 1912年（明治45年）5月24日 - 勲四等瑞宝章[9]
- 1925年（大正14年）6月30日 - 勲二等瑞宝章[10]

## 関連書籍
- 恵隆之介 『昭和天皇の艦長 沖縄出身提督漢那憲和の生涯』（産經新聞出版、2009年）
  - 『昭和天皇の艦長』（潮書房光人新社・光人社文庫、2020年）、ISBN 978-4769831570
  - 旧版『天皇の艦長　沖縄出身提督漢那憲和の生涯』（光文堂印刷、1985年）